# Tatiana Santo Domingo
Tatiana Santo Domingo Rechulski (New York, 24 november 1983) is een Colombiaans erfgename en socialite. Ze is de dochter van de Colombiaanse zakenman Julio Mario Santo Domingo Jr. en de Braziliaanse socialite Vera Rechulski. Santo Domingo is getrouwd met Andrea Casiraghi, zoon van prinses Caroline van Monaco en wijlen Stefano Casiraghi, met wie ze op 21 maart 2013 een zoon kreeg, Sasha Casiraghi. Op 12 april 2015 kreeg het paar in Londen een dochter. Op 19 april 2018 werd hun tweede zoon geboren.
Santo Domingo bracht haar jeugd door in Genève en Parijs. Ze heeft één jongere broer, Julio Mario Santo Domingo III. Na haar schooltijd in Genève en Parijs studeerde ze kunstgeschiedenis aan de Amerikaanse Universiteit van Londen.
In 2011 startte Santo Domingo, samen met Dana Alikhani, de Muzungu Sisters mode-onderneming. Deze onderneming richt zich op ethische handel ter ondersteuning van de lokale ambachtslieden. De Muzungu Sisters kopen handgemaakte kledingstukken tegen een eerlijke prijs om ze vervolgens te verkopen.
Santo Domingo is vanwege haar huwelijk vaak aanwezig bij belangrijke gebeurtenissen in Monaco, zoals de Monaco Grand Prix.